# Christian Ghion
Ne doit pas être confondu avec Christian Gion.
Christian Ghion est un designer français né en 1958 à Montmorency.

## Biographie
Christian Ghion effectue sa formation à l’ENSCI (École nationale de création industrielle). Au fil du temps, de nombreux éditeurs et galeries lui permettent de s’exprimer dans des domaines très divers.
Il réalise des scénographies pour plusieurs expositions au Musée des arts décoratifs de Paris, à la Fondation Cartier, au Musée de la Poste.
Il est également présent dans les collections du Fonds national d'art contemporain, du Musée des Arts Décoratifs de Paris et du Musée Solomon R. Guggenheim de New York.
En 2009, le Mobilier national lui commande un bureau de ministre. En 2013, il imagine une sculpture pour la ville de Séoul. En 2014, la ville d’Aix-en-Provence lui confie la conception du plus grand mur d’eau d’Europe, qui couvre le pont Juvénal-Mozart à l’entrée de la ville.
En mars 2015, la Forge de Laguiole de Paris fait appel à ses services pour la modernisation de la boutique.

## Distinctions
- Grand Prix de la Création de la Ville de Paris, 1991.
- Chevalier des Arts et des Lettres, 2006.
- Red Dot Design Award, 2010.